# Mittelalter-Radroute
Die Mittelalter-Radroute verläuft vom Bahnhof in Büdingen über Gelnhausen, Bad Orb und Frammersbach nach Lohr am Main. Die Route ist zirka 85 Kilometer lang.
Bahnanschluss besteht neben Büdingen und Lohr am Main noch in Mittel-Gründau, Gründau-Lieblos, Gelnhausen, Biebergemünd-Wirtheim, Wächtersbach und Partenstein.

## Anschluss an andere große Radwege
- Der Bahnradweg Hessen und
- der Hessischer Radfernweg R3 laufen zwischen Gelnhausen und Wächtersbach entweder parallel oder sogar auf identischer Streckenführung.
- Die Hohe Straße endet derzeit in Büdingen.
- Der Main-Radweg führt durch Lohr am Main.[1]
- Der Vogelsberger Südbahnradweg beginnt in Wächtersbach.
- Zum Vulkanradweg besteht ab Büdingen Anschluss über einen Zubringer.